# Liste des évêques d'Allegheny
Liste des évêques d'Allegheny
(Dioecesis Alleghensis)
L'évêché d'Allegheny (ville qui fusionne avec Pittsburgh en 1907) est créé le 11 janvier 1876, par détachement de celui de Pittsburgh.
Il est supprimé dès le 1er juillet 1889. Son territoire diocésain est définitivement rattaché à celui de Pittsburgh.

## Est évêque
- 11 janvier 1876-29 juillet 1877 : Michaël Domenec (ou Miguel Domenec), unique évêque de l'histoire de ce diocèse.
- 29 juillet 1877-7 décembre 1889 : siège vacant
  -  ? 1877-7 décembre 1889 : John Tuigg, administrateur apostolique du diocèse.

## Sources
- L'Annuaire Pontifical, sur le site http://www.catholic-hierarchy.org, à la page